# U Trianguli Australis
U Trianguli Australis är en pulserande variabel  av Delta Cephei-typ (DCEP (B)) i stjärnbilden Södra triangeln.
Stjärnan varierar mellan visuell magnitud +7,3 och 8,29 med en period av 2,568423 dygn.